# Jättegrusmossa
Jättegrusmossa (Ditrichum gracile) är en bladmossart som beskrevs av Carl Ernst Otto Kuntze 1891. Jättegrusmossa ingår i släktet grusmossor, och familjen Ditrichaceae. Enligt den finländska rödlistan är arten starkt hotad i Finland. Arten är reproducerande i Sverige. Artens livsmiljö är skuggiga kalkstensklippor och kalkbrott. Inga underarter finns listade i Catalogue of Life.

## Bildgalleri

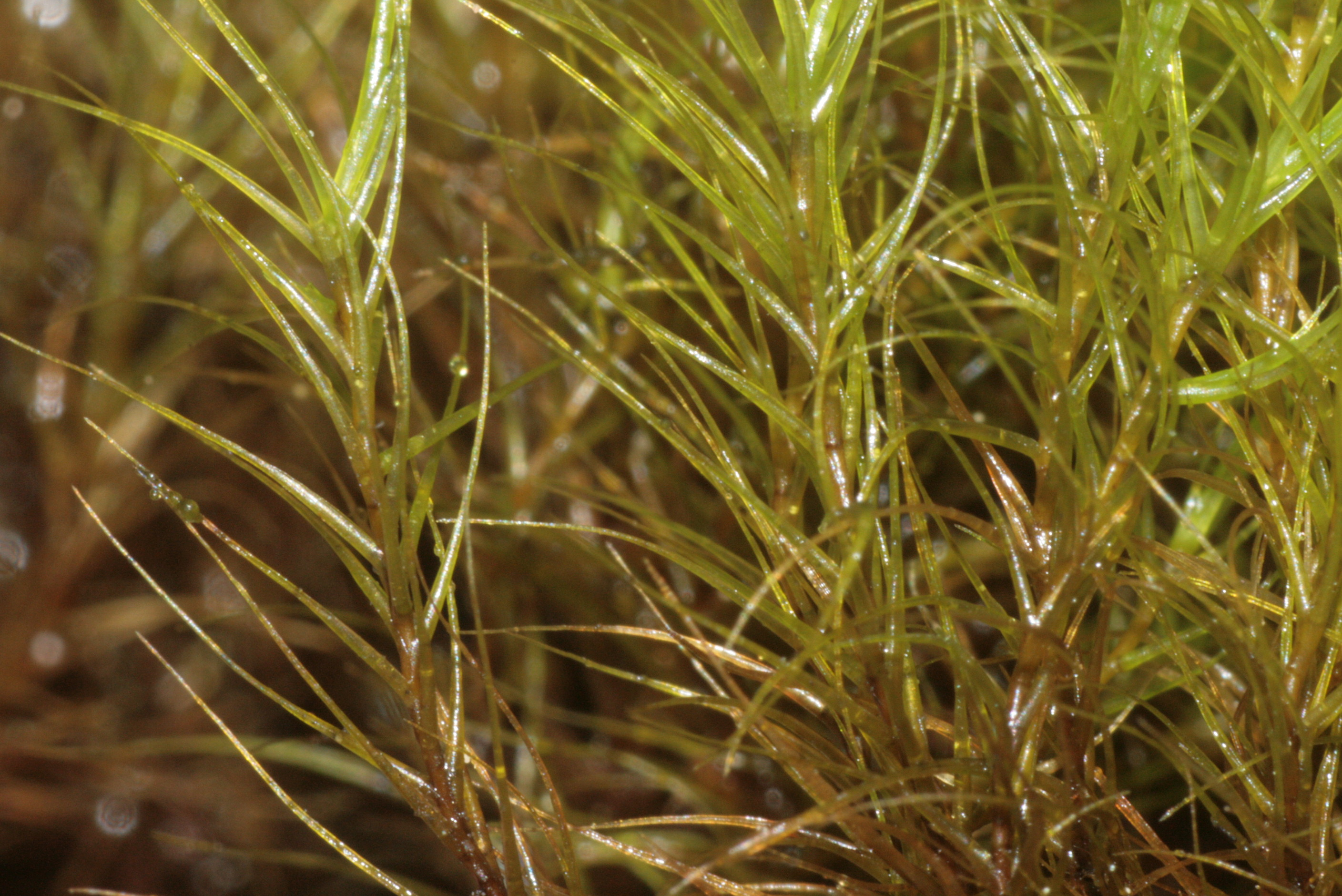
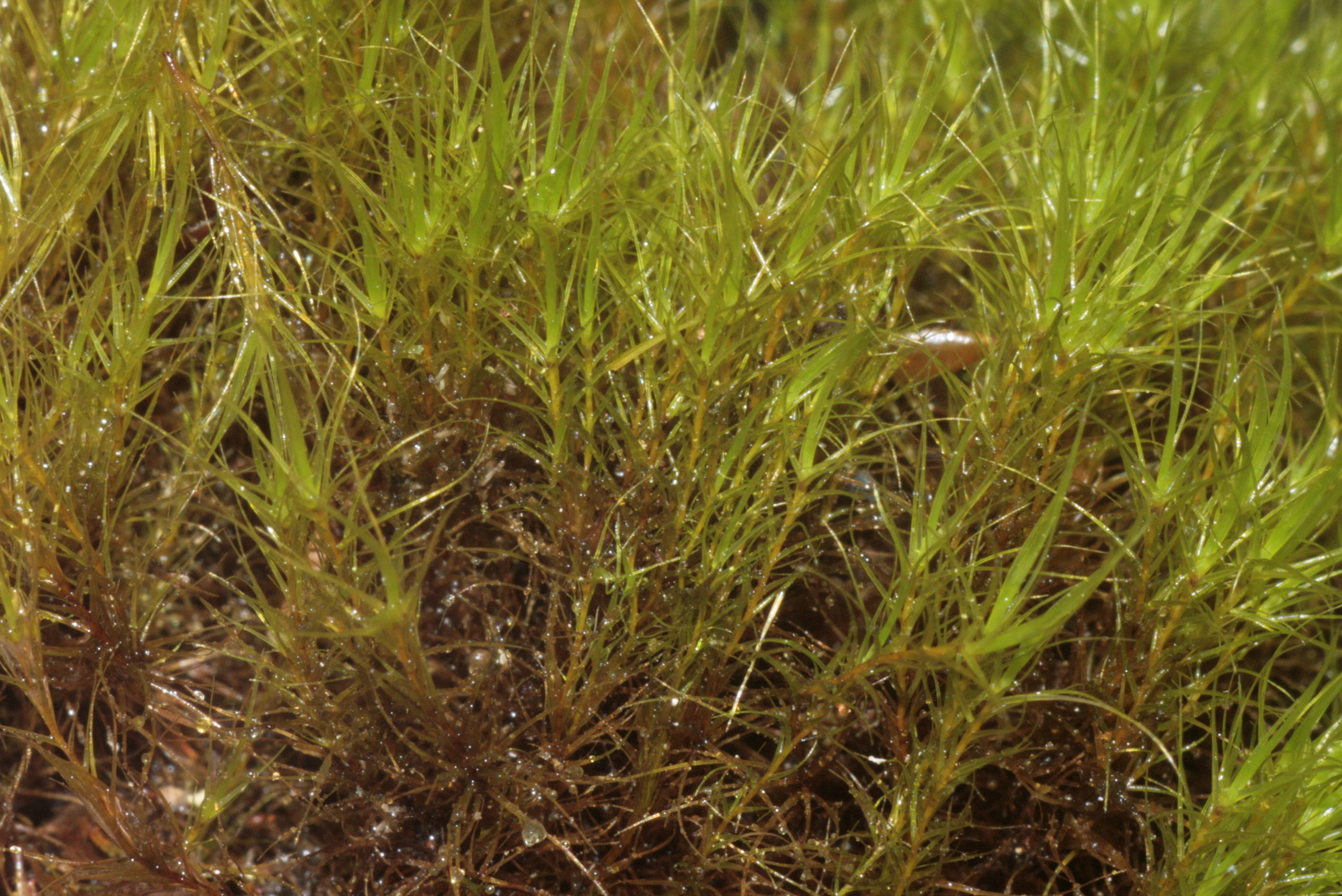
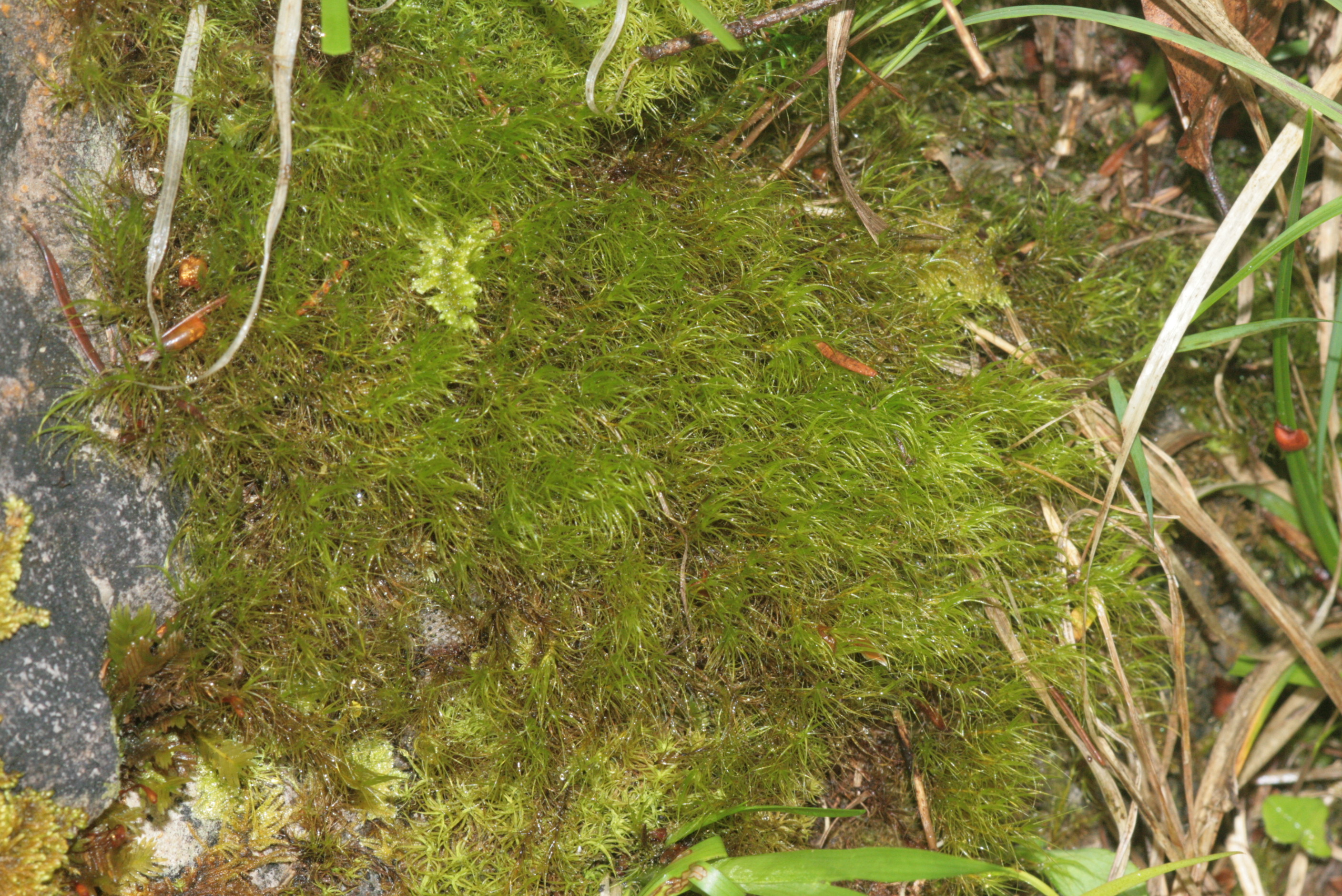
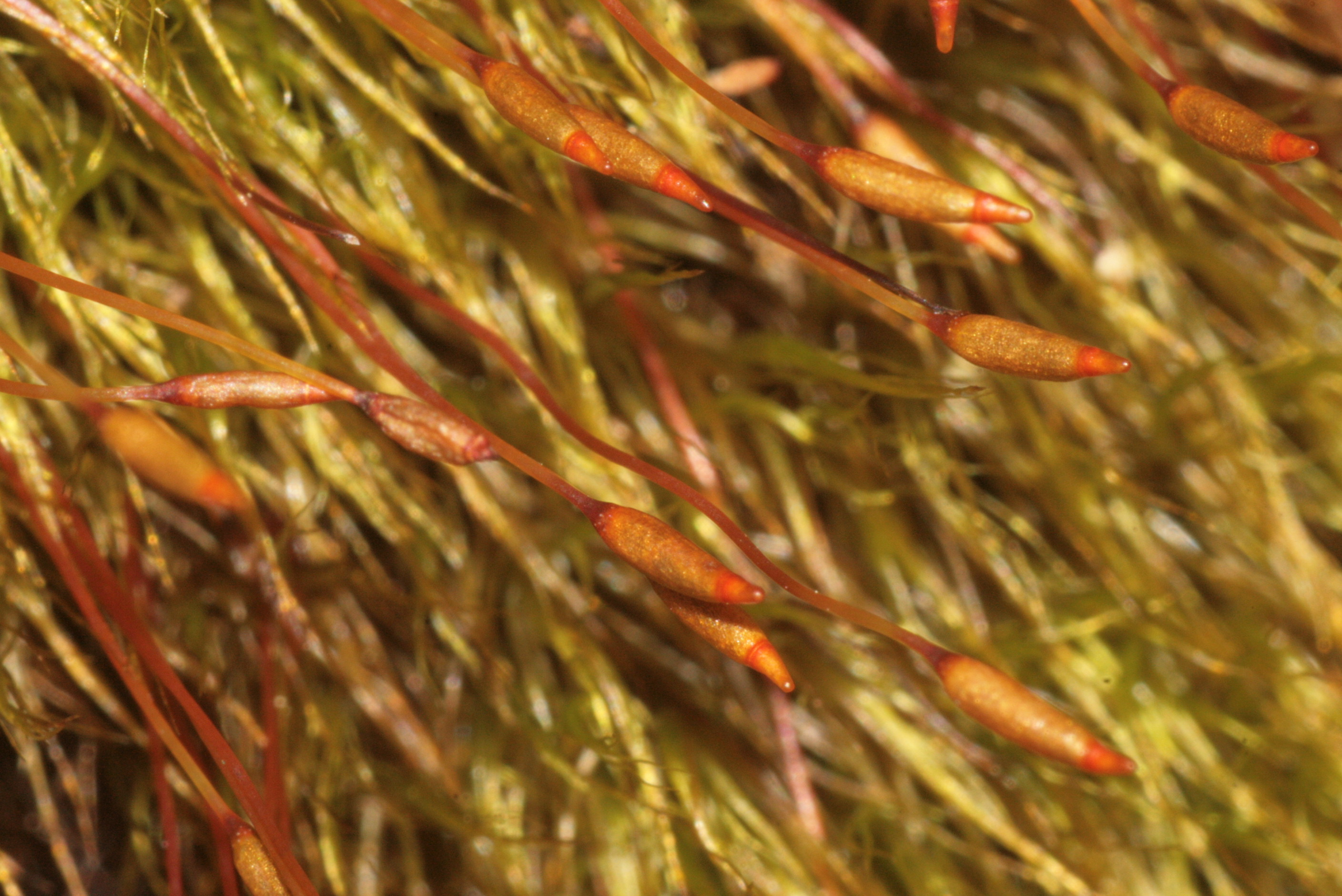
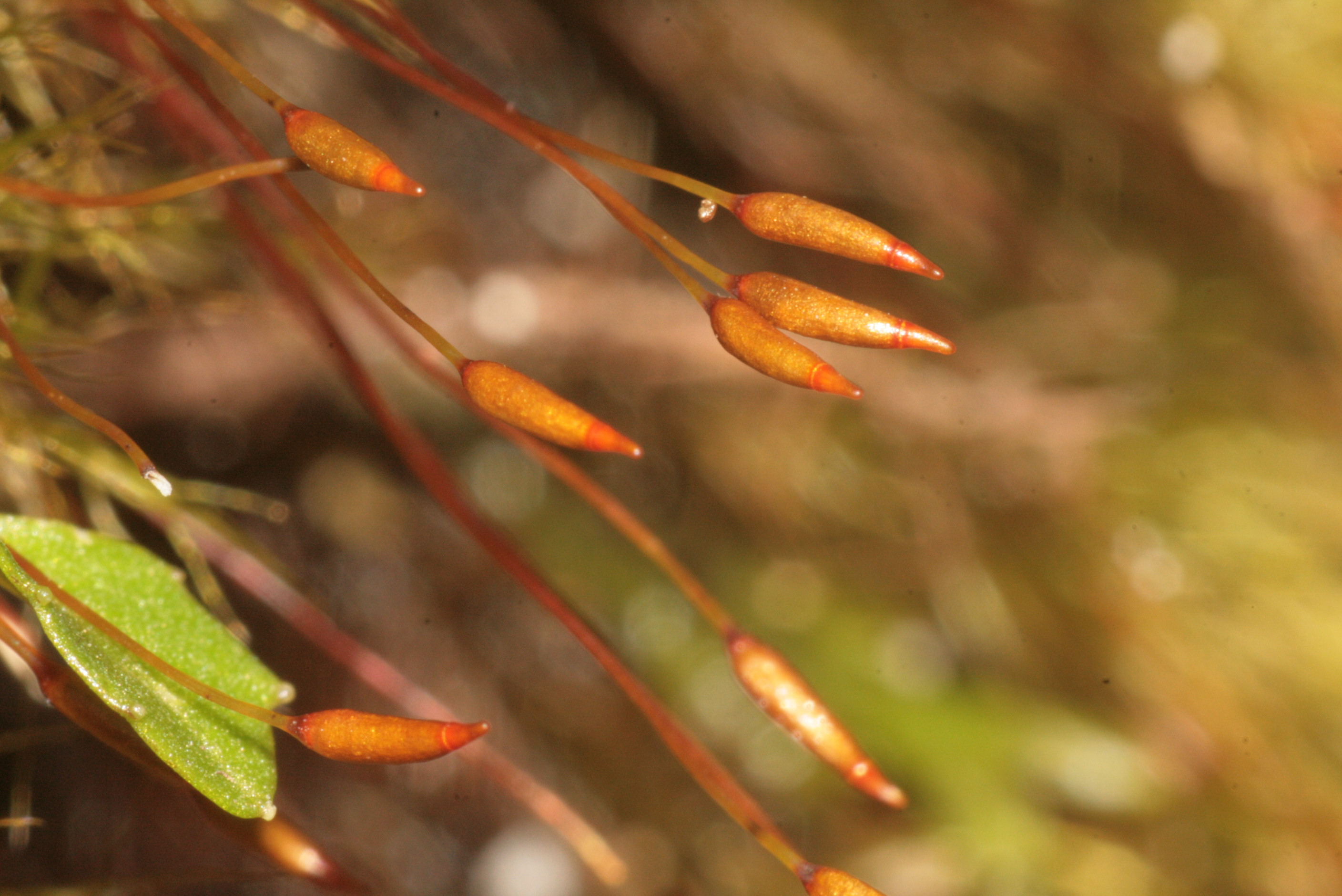
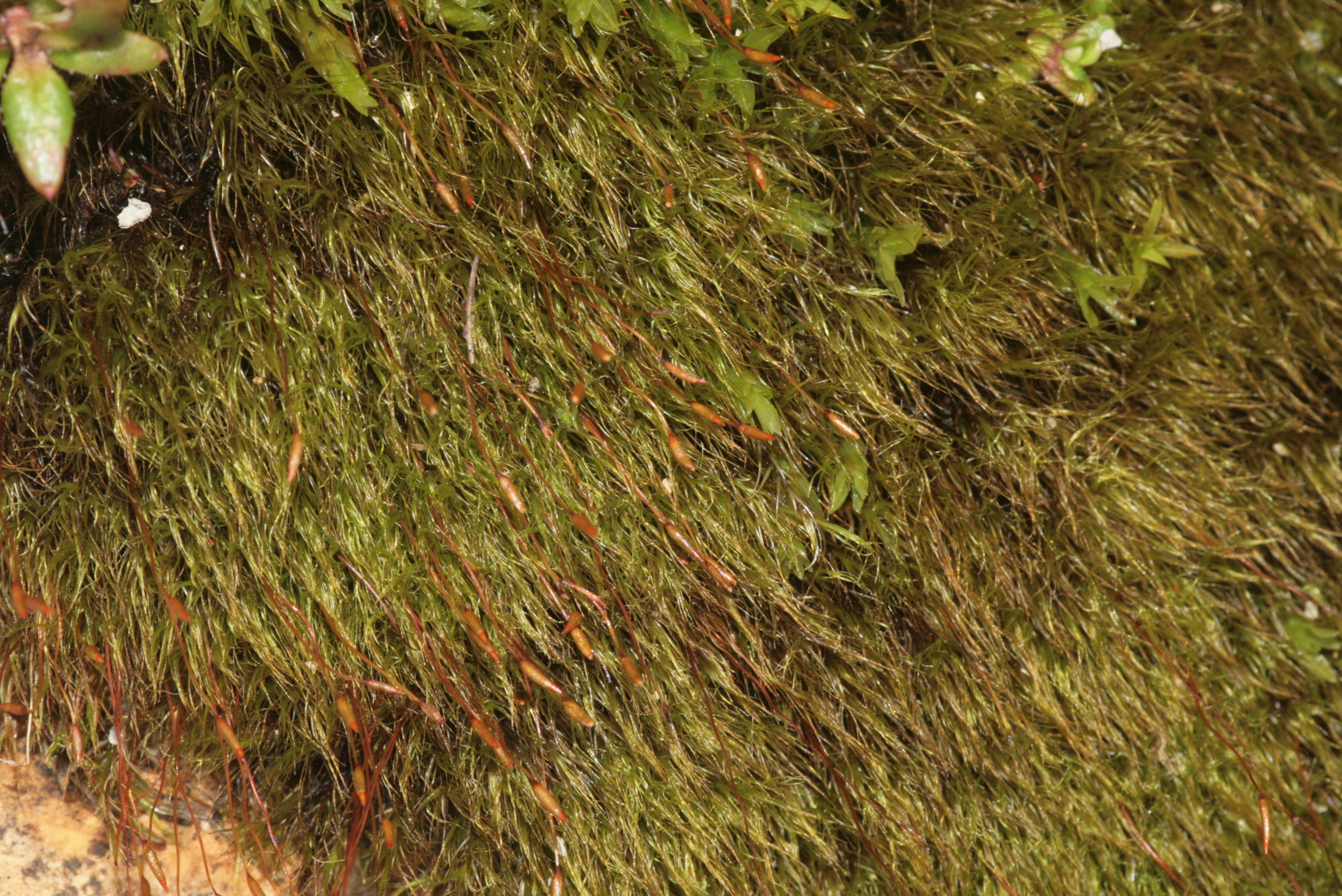